# Pharsalia biplagiata
Pharsalia biplagiata är en skalbaggsart som beskrevs av Stefan von Breuning 1950. Pharsalia biplagiata ingår i släktet Pharsalia och familjen långhorningar. Inga underarter finns listade i Catalogue of Life.